# Maledizione del vincitore
In economia, la maledizione del vincitore indica la situazione nella quale si trova una persona che acquista all'asta un bene, pagandolo più del suo effettivo valore.
Al fine di ridurre questa eventualità l'esperienza sembra suggerire che meccanismi di mercato grigio e l'asta marginale siano preferibili all'asta a rubinetto e all'asta competitiva.